# Німеччина на Дитячому пісенному конкурсі Євробачення
Німеччина дебютувала на Дитячому пісенному конкурсі Євробачення у 2020 році. Німеччина мала брати участь у конкурсі як у 2003, так і в 2004 роках, проте пізніше відмовилася. Незважаючи на це, німецьку делегацію неодноразово відправляли спостерігати за конкурсом у 2013, 2014 та 2019 роках. Канал NDR також транслював Дитяче Євробачення 2015 та 2016 років.
Німеччина стала останньою з країн Великої 5-ки, що все ж таки дебютувала на Дитячому конкурсі.
Першою представницею країни на конкурсі у 2020 році стала Сьюзан з піснею «Stronger with You», яка посіла 12-те (останнє) місце, що є одночасно найкращим і найгіршим результатом країни на конкурсі.

## Учасники
Умовні позначення
     Переможець
     Друге місце
     Третє місце
     Четверте місце
     П'яте місце
     Останнє місце
     Не брала участі
     Відмова від участі
| Рік  | Місце проведення | Учасник         | Пісня                  | Переклад                  | Місце           | Бали            |
| ---- | ---------------- | --------------- | ---------------------- | ------------------------- | --------------- | --------------- |
| 2020 | Варшава          | Сьюзан          | «Stronger with You»    | «Сильніше з тобою»        | 12              | 66              |
| 2021 | Париж            | Пауліне         | «Imagine Is»           | «Уяви нас»                | 17              | 61              |
| 2022 | Єреван           | Не брала участь | Не брала участь        | Не брала участь           | Не брала участь | Не брала участь |
| 2023 | Ніцца            | FIA             | «Ohne Worte»           | «Без слів»                | 9               | 107             |
| 2024 | Мадрид           | Б'ярне          | «Save the Best for Us» | «Збережіть краще для нас» | 11              | 71              |

## Історія голосування (2020-2024)
| Дано               | Дано | Отримано           | Отримано |
| Країна             | Бали | Країна             | Бали     |
| ------------------ | ---- | ------------------ | -------- |
| Франція            | 32   | Франція            | 13       |
| Іспанія            | 24   | Грузія             | 11       |
| Вірменія           | 22   | Казахстан          | 9        |
| Польща             | 20   | Естонія            | 8        |
| Україна            | 20   | Сербія             | 7        |
| Грузія             | 16   | Мальта             | 6        |
| Нідерланди         | 15   | Україна            | 6        |
| Мальта             | 15   | Ірландія           | 5        |
| Португалія         | 12   | Вірменія           | 5        |
| Росія              | 11   | Північна Македонія | 4        |
| Албанія            | 11   | Нідерланди         | 4        |
| Білорусь           | 7    | Білорусь           | 3        |
| Казахстан          | 6    | Польща             | 3        |
| Велика Британія    | 5    | Португалія         | 2        |
| Ірландія           | 5    | Албанія            | 2        |
| Північна Македонія | 4    | Італія             | 1        |
| Естонія            | 4    | Велика Британія    | —        |
| Азербайджан        | 2    | Іспанія            | —        |
| Кіпр               | 1    | Азербайджан        | —        |
| Італія             | —    | Кіпр               | —        |